# 20:23
20:23 — українське розважальне ток-шоу у форматі лайт-найт-шоу. 
Автором ідеї та ведучим є український актор та гуморист Євген Янович. Прем'єра шоу відбулася 4 травня 2023 року.

## Історія
У 2023 році Євген Янович у інтерв'ю порталу tykyiv.com, визнав, що ідея проєкту виникла незадовго до старту шоу, а саме — 1 січня 2023 року. За його словами власне тоді він і придумав назву та час, коли саме буде виходити шоу та додав, що:
Мені здається, такого формату не вистачає українському YouTube. Якщо перші кілька місяців це були лише думки, то всередині квітня я чітко склав все докупи і вирішив запускатися.
За словами Євгена Яновича кошти на старт проєкту походять з власних заощаджень та допомоги естонської транспортно-логістичної компанії Bolt, яка "повірила в його ідею та перекрила значну частину витрат". Загалом початкова вартість проєкту вагалася між 10 та 12 тисячами доларів США. Один знімальний день шоу коштує 300-350 тисяч гривень.

## Стиль шоу
Для 20:23 створили своєрідний дизайн студії — головною декорацією проєкту є захід сонця та "басейн" наповнений водою.
Формат лайт-найт-шоу популярний у всьому світі. Я, звісно, розумів, що люди будуть порівнювати, тож обов'язково хотів додати чогось свого. Так народилося рішення з нашою декорацією: захід сонця та басейн.
Відповідаючи на питання про виникнення такої ідеї Євген Янович згадує своє дитинство в селі:
[...] мені було важливо передати щось своє, для мене душевна розмова асоціюється саме із заходом сонця. Це особиста історія. Коли їздив до бабусі, то на заході сонця ми сиділи, чекали корів, а вона розповідала історії. І вода туди домалювалась, як можливий елемент декорації, яку не потрібно будувати за n-кількість грошей. Прийняли рішення зробити басейн, це типу розмова ввечері на березі річки з другом.
Насправді згаданий «басейн» це — "велика калюжа на підлозі". Під час репортажу vechir.media зі зйомок проєкту виявилося, що:
Це спеціальна конструкція, на якій закріплений брезент. Воду змішують з чорним барвником, а після кожного гостя відбувається «сушка» подіуму.

## Виробництво
Зйомки вечірнього шоу відбуваються у Вишневому – у місцевому кінопавільйоні. В один день записують декілька випусків.

Журналіст vechir.media Даня Бумаценко описує знімальний процес так:
[...] мотор починається о 12:00, коли на вулиці ще тліє яскраве сонце. Та за крок через портал залізних дверей у студії атмосфера теплого надвечірку. Всередині, наче з неба, лунає «Casio» у виконанні Jungle. [...] Шоу знімають блоками: монолог, підводка до гостя, сам гість. Між кожною частиною – пауза[...]. 
За словами Євгена він не заробляє на цьому шоу — увесь проєкт виходить в "хороший нуль з бонусами" за рахунок реклами. Євген підкреслює, що сприймає цей проєкт як свою "візитну картку", яка в подальшому веде до популяризації його особистості, різноманітних запрошень та спонсорських контрактів.

## Список випусків

### Перший сезон
| №  | Запрошені гості                                                                                | Прем'єра              | Посилання |
| -- | ---------------------------------------------------------------------------------------------- | --------------------- | --------- |
| 1  | Ігор Лаченков, Ярослава Гресь                                                                  | 4 травня 2023 року    | #1        |
| 2  | Віталій Гордієнко, Сергій Стерненко                                                            | 18 травня 2023 року   | #2        |
| 3  | Вася Байдак, Влад Шевченко                                                                     | 25 травня 2023 року   | #3        |
| 4  | Коля Зирянов, Валік Міхієнко, Роман Щербан, Андрій Лузан                                       | 1 червня 2023 року    | #4        |
| 5  | Володимир Завадюк, Коля Сєрга, Laud, Роман Сасанчин, Lida Lee, Юлія Юріна, Сергій Лазановський | 8 червня 2023 року    | #5        |
| 6  | Тарас Тополя, Телебачення Торонто, Толік Остапенко, Макс Щербина, Саша Гонтар                  | 15 червня 2023 року   | #6        |
| 7  | Володимир Дантес, Наті Гресько, Катя Мотрич, Яся Кравченко                                     | 22 червня 2023 року   | #7        |
| 8  | Євген Клопотенко, Ірма Вітовська                                                               | 29 червня 2023 року   | #8        |
| 9  | Jerry Heil, Юлія Ярмоленко                                                                     | 6 липня 2023 року     | #9        |
| 10 | Віталій Кім, Вікторія Чернишева                                                                | 27 липня 2023 року    | #10       |
| 11 | Маша Єфросиніна                                                                                | 31 серпня 2023 року   | #11       |
| 12 | Олександр Ярмак                                                                                | 7 вересня 2023 року   | #12       |
| 13 | Влад Куран, Олександр Венедчук, Артем Дамницький (Ветерани космічних військ)                   | 14 вересня 2023 року  | #13       |
| 14 | Андрій Федорів                                                                                 | 21 вересня 2023 року  | #14       |
| 15 | Антон Тимошенко, Олександр Педан                                                               | 29 вересня 2023 року  | #15       |
| 16 | Олена Кравець, Артем Пивоваров                                                                 | 6 жовтня 2023 року    | #16       |
| 17 | Даша Кубік, Даша Майорова, Денис Квебек                                                        | 13 жовтня 2023 року   | #17       |
| 18 | Сергій Жадан, Христина Соловій                                                                 | 20 жовтня 2023 року   | #18       |
| 19 | Аміл Насіров, Раміл Насіров, Влада Ліберова, Костянтин Ліберов                                 | 27 жовтня 2023 року   | #19       |
| 20 | Олександр Рудинський, Ярослава Магучіх                                                         | 3 листопада 2023 року | #20       |

### Другий сезон
| №  | Запрошені гості                                                       | Прем'єра          | Посилання |
| -- | --------------------------------------------------------------------- | ----------------- | --------- |
| 21 | Володимир Дантес, Вася Байдак, Антон Тимошенко, Олег Свищ, Слава Кедр | 10 листопада 2023 | #21       |
| 22 | Сергій Лиховида, Роман Кравець, Роман Бебех                           | 17 листопада 2023 | #22       |
| 23 | Даша Астафʼєва, Роман Міщеряков, Гліб Капустін                        | 24 листопада 2023 | #23       |
| 24 | MONATIK та Даша Квіткова                                              | 1 грудень 2023    | #24       |
| 25 | Аня Гресь, Олег Маслюк, Ваня Мелашенко                                | 8 грудень 2023    | #25       |
| 26 | Нацвідбір Євробачення 2024. Всі фіналісти                             | 1 лютого 2024     | #26       |
| 27 | Денис Бігус                                                           | 8 лютого 2024     | #27       |
| 28 | Олег Гороховський                                                     | 15 лютого 2024    | #28       |
| 29 | Сергій Притула                                                        | 21 березня 2024   | #29       |
| 30 | Schmalgauzen                                                          | 4 квітня 2024     | #30       |
| 31 | МУР та Олександр Терен                                                | 18 квітня 2024    | #31       |
| 32 | Надя Дорофєєва та Міша Лебіга                                         | 2 травня 2024     | #32       |
| 33 | Джамала                                                               | 16 травня 2024    | #33       |
| 34 | Гендальф та Торк (Азов)                                               | 23 травень 2024   | #34       |
| 35 | Олексій Дурнєв                                                        | 30 травень 2024   | #35       |
| 36 | Коміки Підпільний стендап                                             | 19 вересня 2024   | #36       |
| 37 | KOLA                                                                  | 26 вересня 2024   | #37       |
| 38 | Альона Гудкова та Дмитро Сидоренко                                    | 10 жовтня 2024    | #38       |
| 39 | Коля Зирянов, Костя Трембовецький                                     | 17 жовтян 2024    | #39       |
| 40 | Оля Полякова                                                          | 24 жовтня 2024    | #40       |

### Третій сезон
| №  | Запрошені гості                                                                 | Прем'єра          | Посилання |
| -- | ------------------------------------------------------------------------------- | ----------------- | --------- |
| 41 | DOROFEEVA                                                                       | 1 листопада 2024  | #41       |
| 42 | Влад Куран, Олександр Венедчук, Артем Дамницький (Ветерани космічних військ)    | 7 листопада 2024  | #42       |
| 43 | Андрій Шевченко                                                                 | 14 листопада 2024 | #43       |
| 44 | Фіма Константиновський, Настя Ткаченко, Іван Кухарчук                           | 28 листопада 2024 | #44       |
| 45 | Roxolana, MONATIK, Alyona alyona, Tayanna, KAZKA, Марія Квітка, Пилип Коляденко | 5 грудня 2024     | #45       |
| 46 | Олексій Суханов, Міша Лебіга, Тоня Хижняк, Саша Рудинський, Марія Рудинська     | 11 грудня 2024    | #46       |
| 47 | Lnj, ВКВ, Dorofeeva, Monatik, Скрипка, Kazka, Байдак, Курган і Agregat, та інші | 31 грудень 2024   | #47       |
| 48 | Нацвідбір Євробачення 2025. Всі Фіналісти.                                      | 6 лютого 2025     | #48       |
| 49 | Раміл Насіров, Аміл Насіров та Жека                                             | 21 лютого 2025    | #49       |
| 50 | Святослав Вакарчук                                                              | 27 лютого 2025    | #50       |
| 51 | Валентин Міхієнко та Роман Щербан                                               | 13 березня 2025   | #51       |
| 52 | Сергій Стерненко                                                                | 20 березня 2025   | #52       |
| 53 | Владлен Мараєв, Акім Галімов, Євген Мурза                                       | 27 березня 2025   | #53       |
| 54 | Маша Єфросиніна та Оля Полякова                                                 | 3 квітня 2025     | #54       |
| 55 | Тіна Кароль                                                                     | 10 квітня 2025    | #55       |
| 56 | Євген Клопотенко та ONUKA                                                       | 17 квітня 2025    | #56       |
| 57 | Володимир Шумко                                                                 | 26 квітня 2025    | #57       |
| 58 | Тімур Мірошниченко та Інна Мірошниченко                                         | 1 травня 2025     | #58       |
| 59 | Євген Галич та Сергій Чирков                                                    | 8 травня 2025     | #59       |
| 60 | Даша Квіткова та гурт Ziferblat                                                 | 15 травня 2025    | #60       |
| 61 | Віктор Вацко, Віталій Волочай, Максим Подзігун                                  | 23 травня 2024    | #61       |
| 62 | Юлія Саніна                                                                     | 5 червня 2025     | #62       |

## Цікаві факти
Прем'єра шоу відбулася в день народження Євгена Яновича — 4 травня